# Moeraki (fleuve)
Le fleuve Moeraki  (en anglais : Moeraki River) est un cours d’eau de la région de la West Coast  dans l’Île du Sud de la Nouvelle-Zélande.

## Géographie
Il s’écoule vers l’ouest à partir des Alpes du Sud, tournant au nord-ouest quand il approche de la côte. Il s’écoule dans l’extrémité est du petit Lac Moeraki avant de se déverser dans l’extrémité ouest pour atteindre  la Mer de Tasman  à 20 kilomètres au nord-est de la ville de Haast.